# レイヴェン (プロレスラー)
レイヴェン（Raven、本名：Scott Levy、1964年9月8日 - ）は、アメリカ合衆国のプロレスラー。ペンシルベニア州フィラデルフィア出身。

## 来歴
ラリー・シャープが主宰するプロレスラー養成機関 "モンスター・ファクトリー" でトレーニングを積み、スコッティ・ザ・ボディ（Scotty the Body）のリングネームで1988年にデビュー。太平洋岸北西部のPNWなどNWA系の団体に参戦した後、1990年8月に全日本プロレスに初来日。初戦の後楽園ホール大会ではリップ・モーガンと組んでジャイアント馬場&ラッシャー木村と対戦した。
1991年にはスコット・アンソニー（Scott Anthony）に改名してテキサス州ダラスのGWFに登場し、カクタス・ジャックやマッカン・シンらとザ・カーテル（The Cartel）なるヒールのユニットを結成、マイクパフォーマンスのスキルを活かし、スポークスマン的存在となって活躍した。
1992年からスコッティ・フラミンゴ（Scotty Flamingo）のリングネームでWCWに所属。軽量級戦線で活動し、同年6月20日のPPV "Beach Blast 1992" にてブライアン・ピルマンからWCWライトヘビー級王座を奪取した。ダイヤモンド・ダラス・ペイジやビニー・ベガスとのユニットであるベガス・コネクション（The Vegas Connection）の一員としても悪名を高めたが、新副社長ビル・ワットのブッキングに反発してWCWを離脱した。
WCW脱退後の1993年にはメンフィスのUSWAに参戦して、ブライアン・クリストファーと組んで3月22日にザ・ムーンドッグス（スポット&スプラット）からUSWA世界タッグ王座を奪取。その後、トークのうまさを買われ、調教師をキャラクターにしたジョニー・ポロ（Johnny Polo）を名乗り、同年5月よりマネージャーとしてWWFに登場。初期はアダム・ボム、後にザ・ケベッカーズ（ジャック・ルージョー&ピエール・カール・ウエレ）のマネージャーを務め、『マンデー・ナイト・ロウ』のアシスタント・プロデューサーやカラー・コメンテーターも担当していた。

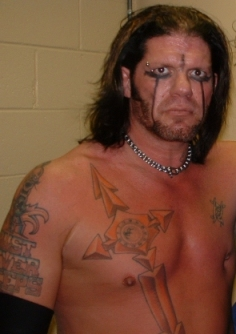
2004年

しかし、選手としての活動を続けるべくWWFを離脱し、1995年からECWに参戦。グランジをモチーフとした虚無的なキャラクター、レイヴェンに変身する。スティービー・リチャーズやブルー・ミーニーを子分に従えレイヴェンズ・ネスト（Raven's Nest）なるユニットを結成し、トミー・ドリーマーやサンドマンといったライバルたちとのハードコア・レスリングでカルト的な人気を集め、ECWを象徴する選手の一人となった。ECWではハードコアの教祖と呼ばれるほどのカリスマ性を誇っていたが、サンドマンを十字架に括りつけるなどのパフォーマンスで非難を浴び謝罪したこともある（なお、この時にアマチュア時代のカート・アングルが会場に来ていたが、この演出に失望したため彼とECWとの契約は実現しなかった）。1997年に再びWCWに移籍し、ビリー・キッドマンなどを配下に新ユニットのザ・フロック（The Flock）を組織するが、1999年にECWに復帰した。同年11月23日には、横浜アリーナで行われたFMWの旗揚げ10周年記念大会に来日している。
2000年からは選手としてWWFと再契約。WWFでもハードコア戦線で活躍したが、団体から徐々にハードコア色が消えていくと共に活動の場も狭まり、またその特異なキャラクターは（他の多くのECW出身者と同じように）メジャー団体のリングでは活かしきれず、2003年にWWEを解雇された。
WWE解雇後はTNAに所属し、ここでもハードコア路線を中心に活躍。2005年6月にはNWA世界ヘビー級王座も獲得したが、ジェフ・ジャレットの術中に嵌まり王座を奪われてしまう。それ以来ジャレットとの再戦を求めるもタイトル管理委員会を務めるラリー・ズビスコがこれを認めず、逆上してズビスコに喧嘩を売る。しかし2006年1月、そのズビスコが送り込んだ刺客のショーン・ウォルトマンと王座挑戦かTNA追放かを賭けた試合に敗れ、TNAを追放されてしまうが、同年のロックダウンで復帰。ズビスコ襲撃を目論んだが、ズビスコが連れて来たセキュリティーに阻まれて未遂に。しかし、ここからズビスコとの抗争を再開。決着戦の「髪切りデスマッチ」でズビスコとの戦いを制し、ズビスコを丸坊主にしてウサを晴らした。

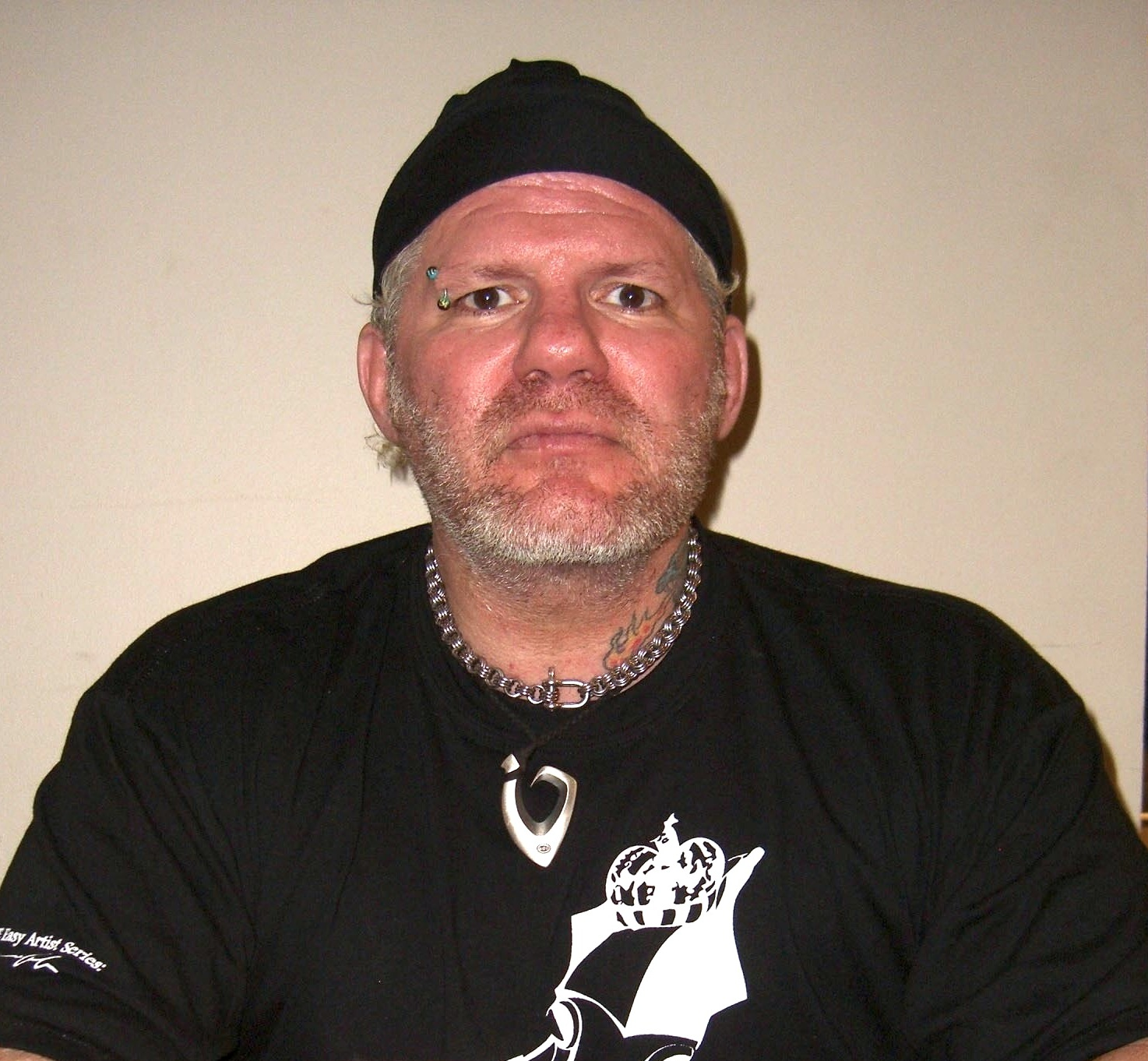
2011年

近年はアビス、ブラザー・ラントを相手に再びハードコアな抗争を繰り広げた後、カズ、マーティア、ヘイボックらを子分にセロトニン（Serotonin）なる過激派ユニットを結成するが反応は芳しくなく、カズの反発・脱退を機にユニットは解散。再びシングルプレーヤーに転向するも、2008年初頭にTNAを退団。同年8月6日、金村キンタローが設立したXWFの旗揚げ興行に参戦。久々の来日を果たし、スーパー・レザーフェイス&トレイシー・スマザーズと組んでの6人タッグマッチで金村&田中将斗&黒田哲広と対戦した。
インディー団体を転戦後、2009年4月から再びTNAへ参戦し、2010年7月よりミック・フォーリー、ロブ・ヴァン・ダム、トミー・ドリーマー、スティービー・リチャーズ、ライノ、チーム3D、アル・スノーらとTNA版ECWオリジナルズであるEV 2.0（Extreme, Version 2.0）を結成した。しかし、11月にサブゥーがフレアーにより解雇され、その後まもなくレイヴェン自身も解雇された。
2012年からはインディー団体に戻り、ECWの本拠地だったフィラデルフィアのExtreme Risingでは4月28日にゲーリー・ウルフと対戦。10月27日にはカナダ・ナイアガラフォールズのBusted Knuckle Pro Wrestlingにおいてエディ・オズボーンを破ったが、11月11日のExtreme Risingでの興行ではスティービー・リチャーズに敗退した。
2013年はドイツやオランダなどヨーロッパ遠征を経て、5月24日にはビリー・コーガンが主宰するResistance Pro Wrestlingに参戦し、ECW時代からの盟友ペリー・サターンとのタッグでブレディ・ピアース&マッドマン・ポンドから勝利を収めた。2014年はナイジェリアや南アフリカにも遠征するなど、活動の場をさらに広げている。

## 得意技
レイヴェン・エフェクト
本人が最も尊敬するジェイク・ロバーツ直々に教えを受けたというDDTで、本家ロバーツと比較しても見劣りしない説得力がある。別名イーブンフローDDT。イーブンフローの名称は自身のギミックからグランジロックバンドパール・ジャムの同名曲に由来。
リーピング・ショルダーブロック
スコッティ・フラミンゴ時代のフィニッシュ技。
パイルドライバー
ロシアン・レッグ・スウィープ
主にフェンスや鉄柱などに向けて行う。
ドロップ・トーホールド
主に立てた椅子に向けて行う。
スリーパー・ホールド

## 獲得タイトル
TNA
- NWA世界ヘビー級王座 : 1回
- キング・オブ・ザ・マウンテン
- インパクト殿堂 （2022年）

WWF / WWE

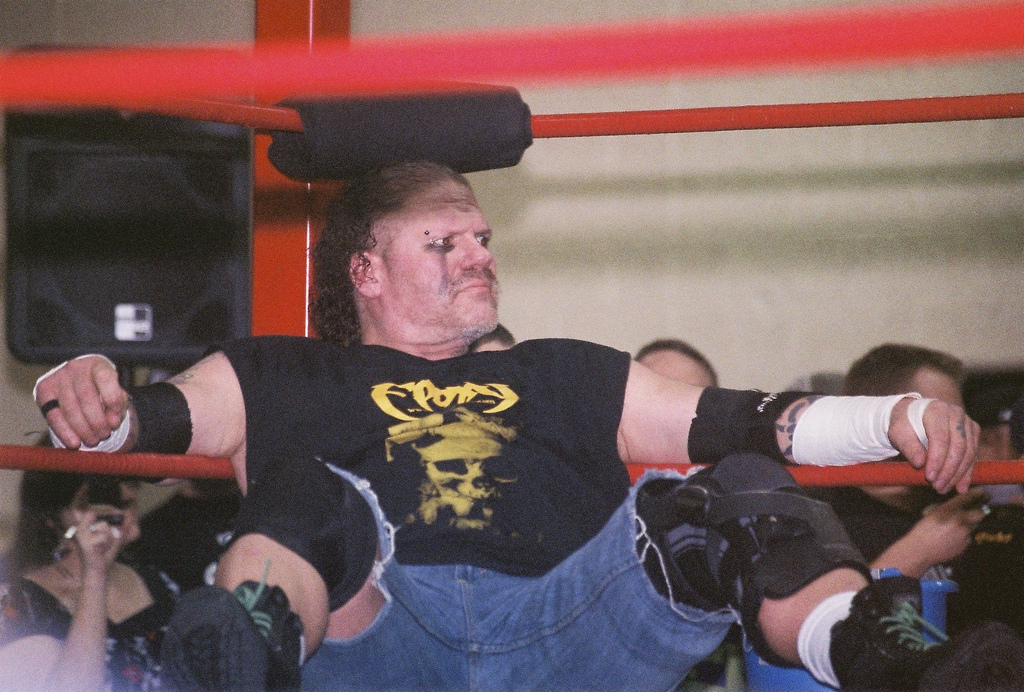
コーナーにもたれかかるように座り込む、このポーズがトレードマークである。

- WWFハードコア王座 : 27回（団体最多）

WCW
- WCWライトヘビー級王座 : 1回[3]
- WCW USヘビー級王座 : 1回
- WCW世界タッグ王座 : 1回（w / サターン）

ECW
- ECW世界ヘビー級王座 : 2回
- ECW世界タッグ王座 : 4回（w / スティービー・リチャーズ×2、トミー・ドリーマー、マイク・オーサム）

USWA
- USWA世界タッグ王座 : 1回（w / ブライアン・クリストファー）[5]

NWA
- NWAセントラルステイツ王座 : 1回

PNA
- NWAパシフィック・ノースウェスト・ヘビー級王座 : 3回
- NWAパシフィック・ノースウェスト・タッグ王座 : 3回（w / トップ・ガン、ザ・グラップラー、スティーブ・ドール）
- NWAパシフィック・ノースウェストTV王座 : 1回

AAW
- AAW王座 : 1回

AWF
- AWFオーストラジアン王座 : 1回

HWA
- HWAタッグ王座 : 1回 (w / ヒュー・モラス）

HRPW
- HRPW世界ヘビー級王座 : 1回

JCW
- JCWタッグ王座 : 1回 (w / セクシー・スリム・ゴディ)

LPW
- LPW殿堂

LWA
- LWAハードコア王座 : 1回
- LWA殿堂

MEWF
- MEWFミッドアトランティック・ヘビー級王座 : 1回

NWF
- NWFヘビー級王座 : 1回

3PW
- 3PW世界ヘビー級王座 : 1回

UXW
- UXWヘビー級王座 : 4回

USWO
- USWOヘビー級王座 : 1回

USAPW
- USAプロ王座 : 1回

VCW
- VCW王座 : 1回